# أندريه روميرو
أندريه روميرو (بالفرنسية: André Romero)‏ هو دراج فرنسي، ولد في 19 سبتمبر 1950 في غرناطة في إسبانيا.

## وصلات خارجية
- أندريه روميرو على موقع أرشيف الدراجات (الإنجليزية)
- أندريه روميرو على موقع إحصائيات الدراجات الإحترافية (الإنجليزية)